# 表面障壁型トランジスタ
表面障壁型トランジスタ（ひょうめんしょうへきがたトランジスタ）は、トランジスタの一形式。

## 概要
1951年にRCAとゼネラル・エレクトリックで開発された合金接合型トランジスタの改良型で点接触型トランジスタとも似ている。
初期のトランジスタはベース層が厚いため、高周波特性が真空管よりも劣っていた。PN接合では電流の輸送が主に少数キャリアで行われるのに対し、金属と半導体によるショットキー接合では、多数キャリアで行われるため、高速動作に優れるのでこの特性を利用している。
点接触の電極を使用するため、完成した製品は品質が安定しなかった。生産性、高周波特性共に優れたプレーナー型トランジスタが普及すると廃れた。

## 構造
金属と半導体の界面に形成される電気的な壁であるショットキー障壁を利用している。

## 特徴
- 特性のバラツキがあり、品質管理が困難
- 合金接合型と比較して高周波特性が優れていた

## 用途
初期の無線機やLARCのような初期のトランジスタ式コンピュータなどに使用された。また、ヴァンガード1号やエクスプローラー1号のような初期の人工衛星にも使用された。